# Walter Eucken
Walter Eucken (Jena, 17 de janeiro de 1891 — Londres, 20 de março de 1950) foi um economista alemão da escola de Freiburg e pai do ordoliberalismo. Está intimamente ligado ao desenvolvimento do conceito de "economia social de mercado".

## Biografia
Nasceu em 17 de janeiro de 1891 em Jena em Saxe-Weimar-Eisenach (atual Turíngia), filho do filósofo Rudolf Eucken, e sua esposa, Irene (1863–1941, nascida em Passow). Walter tinha uma irmã e um irmão, o químico e físico Arnold Eucken.
Walter cresceu em um ambiente intelectualmente estimulante. Seu pai foi um dos filósofos mais influentes do Império Alemão, ganhou o Prêmio Nobel de Literatura de 1908 e leu Aristóteles com seus filhos no original. Os visitantes da casa da família incluíram Stefan George, Hugo von Hofmannsthal, Ernst Ludwig Kirchner, Edvard Munch e Ferdinand Hodler.
Walter Eucken estudou Economia em Quiel, Bona e Jena e concluiu seu doutorado em Bona em 1914. Serviu como oficial na Primeira Guerra Mundial nas frentes oeste e leste.

## Teorias
O ordoliberalismo de Eucken é uma variante alemã especial do neoliberalismo e, em sua definição tradicional, argumenta que o Estado tem a tarefa de fornecer a estrutura política para que a liberdade econômica floresça. Em contraste com o liberalismo laissez-faire, que na década de 1930 deu origem a cartéis e a uma concentração indevida de poder, o ordoliberalismo visa colocar limites ao poder econômico de indivíduos, empresas e associações.
Isso é alcançado por meio de uma estrutura legal e institucional, incluindo a manutenção da propriedade privada, a aplicação de contratos privados, responsabilidade, entrada livre nos mercados e estabilização monetária. Nesse sentido, o Estado deve abster-se de dirigir ou intervir nos processos econômicos das práticas cotidianas, como em uma economia planejada centralmente, e fornecer uma ordem competitiva que funcione bem e na qual os agentes privados possam atuar sem a frequente influência discricionária do estado.
A ideia do ordoliberalismo foi introduzida pela primeira vez em 1937 no periódico Ordnung der Wirtschaft, publicado por Eucken com Franz Böhm e Hans Großmann-Doerth. A partir de 1948, as teorias foram sendo desenvolvidas na revista ORDO.